# ميزوبوز

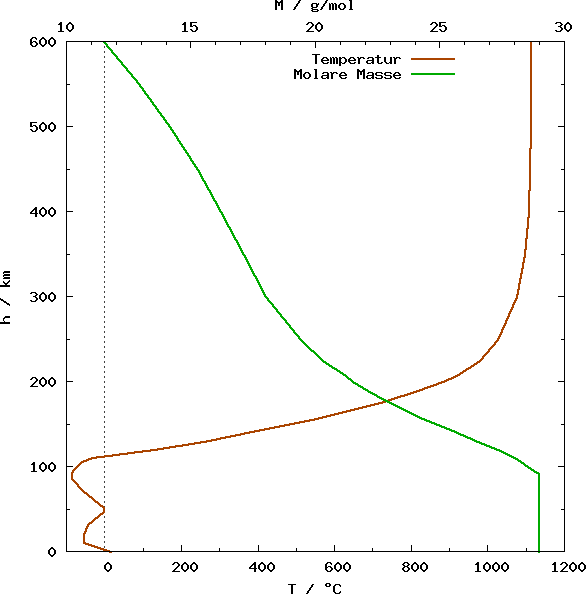

الحد الوسيط أو ميزوبوز (بالإنجليزية: Mesopause) هو نقطة من أدنى درجة حرارة في الحدود بين ميزوسفير والثرموسفير في الغلاف الجوي. بمعنى آخر، هي الجزء العلوي لطبقة الميزوسفير حيث تصل درجة حرارة الغلاف الجوي الحد الادنى لها. بسبب نقص التدفئة الشمسية والتبريد الإشعاعي القوي جدًا من ثاني أكسيد الكربون، فإن الغلاف الجوي هو المنطقة الأكثر برودة على الأرض يصاحبها درجات حرارة منخفضة تصل إلى -100 درجة مئوية (-148 درجة فهرنهايت أو 173 كلفن ).